# Hydraena hernandoi
Hydraena hernandoi är en skalbaggsart som beskrevs av Javier Fresneda och Lagar 1990. Hydraena hernandoi ingår i släktet Hydraena och familjen vattenbrynsbaggar. Inga underarter finns listade i Catalogue of Life.